# Хагвал (Порторико)
Хагвал (шп. Jagual) град је у америчкој острвској територији Порторико, острвској држави Кариба.

## Демографија
По попису из 2010. године број становника је 1.062, што је 340 (-24,3%) становника мање него 2000. године.
| Група             | 2000.         | 2010.         |
| Белци             | 0 (0,0%)      | 2 (0,2%)      |
| Афроамериканци    | 56 (4,0%)     | 115 (10,8%)   |
| Азијати           | 7 (0,5%)      | 1 (0,1%)      |
| Хиспаноамериканци | 1.401 (99,9%) | 1.060 (99,8%) |
| Укупно            | 1.402         | 1.062         |